# Stari Laz
Stari Laz – wieś w Chorwacji, w żupanii primorsko-gorskiej, w gminie Ravna Gora. W 2011 roku liczyła 201 mieszkańców.